# Scorzè
Scorzè – miejscowość i gmina we Włoszech, w regionie Wenecja Euganejska, w prowincji Wenecja.
Według danych na rok 2004 gminę zamieszkiwało 17 219 osób, 521,8 os./km².